# Заборовье (Медновское сельское поселение)
Заборовье — село в Калининском районе Тверской области. Относится к Медновскому сельскому поселению.
Расположено в 20 км к югу от села Медное, к западу от города Тверь.

## История
Село получило своё название в XV века, когда оно стало вотчиной бояр Заборовских, выходцев из Литвы. Старинное название села — Воскресенское, по названию церкви Воскресения Христова или Уверения Фомы. Заборовские владели селом до конца XVI века, после чего оно частично было вложено ими в Троице-Сергиев монастырь, а окончательно отошло к нему уже в начале XVII веке.
Во второй половине XIX — начале XX века село центр прихода Кумординской волости Тверского уезда, и имело в 1886 году 93 двора, 632 жителя.
В 1940 году село центр сельсовета в составе Медновского района Калининской области.
В 1970-80-е годы жители села трудились в совхозе «Октябрьский».
В 1998 году — 11 хозяйств, 17 жителей.

## Население
| 1859 | 1886 | 2002 | 2010 |
| ---- | ---- | ---- | ---- |
| 538  | ↗632 | ↘21  | ↗22  |

## Достопримечательности
- Троицкая церковь. По официальным сведениям, построена в 1880 году. Однако работы по украшению храма  затянулись еще на несколько лет. Окончание работ было приурочено к годовщине чудесного избавления Царской семьи  во время железнодорожной катастрофы на станции Борки Харьковской губернии 17.10.1888 года. То, что в результате крушения поезда и большого числа человеческих жертв Император Александр III и члены его семьи остались целыми и невредимыми, было воспринято современниками как настоящее чудо.  Ряд серьезных повреждений храм получил во время Великой Отечественной войны. В него попала вражеская бомба, но не взорвалась. В годы советской власти храм был заброшен, долгое время стоял  запустении и постепенно разрушался. Однако в последние годы стараниями местных активистов церковь активно востанавливется.

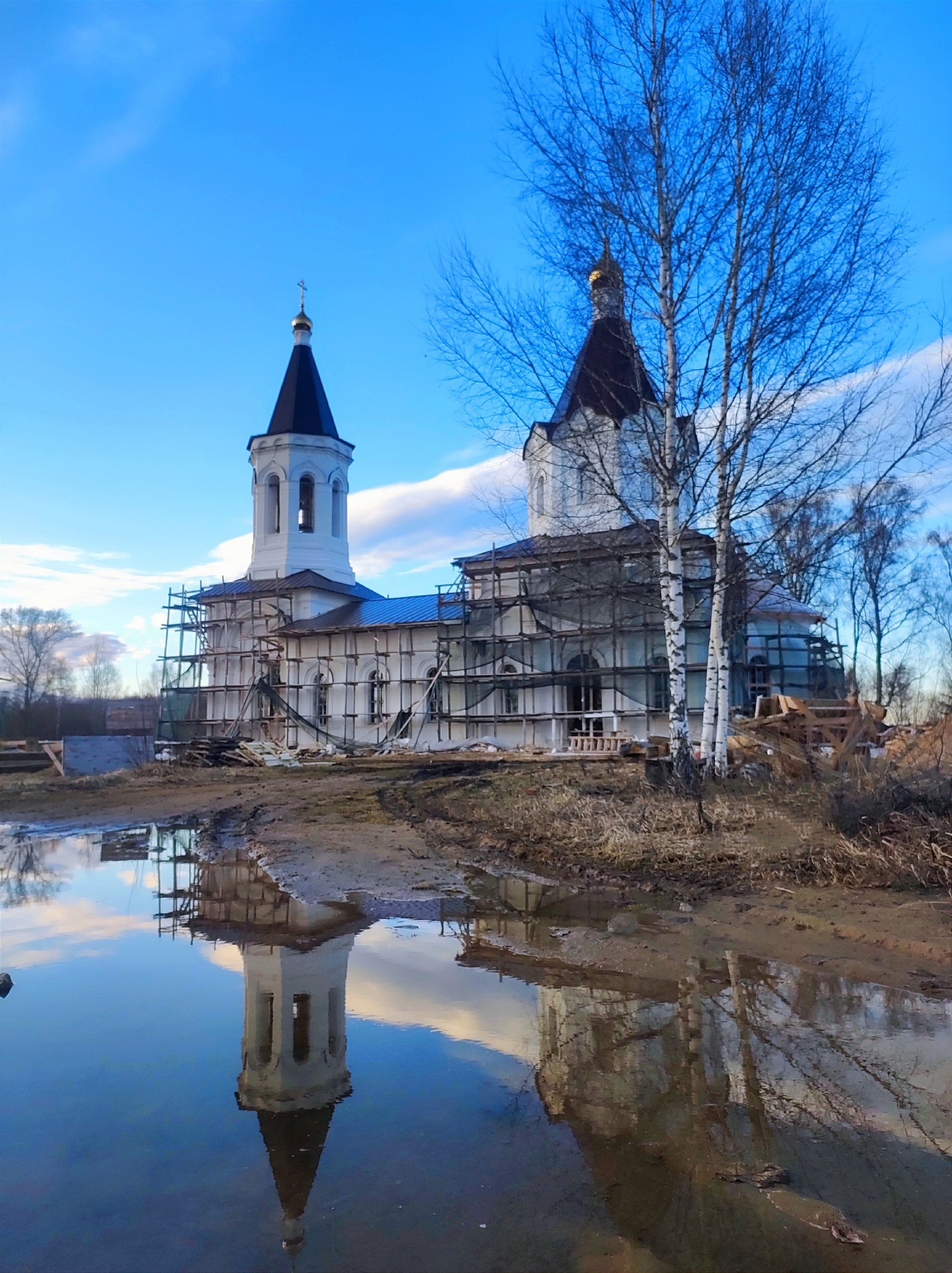
Восстанавливаемый храм Святой Троицы в селе Заборовье Калининского района Тверской области